# Comté de Richmond (Queensland)
Pour les articles homonymes, voir Comté de Richmond.
Le comté de Richmond est une zone d'administration locale au nord du Queensland en Australie en bordure du golfe de Carpentarie.
Le comté comprend les villes de :
- Richmond ;
- Maxwelton ;
- Nonda.

Le comté s'appelait autrefois comté de Wyangarie du nom d'un important élevage de la région.

## Population
| Année | Population |
| ----- | ---------- |
| 1933  | 1 776      |
| 1947  | 1 478      |
| 1954  | 1 586      |
| 1961  | 2 214      |
| 1966  | 1 828      |
| 1971  | 1 409      |
| 1976  | 1 442      |
| 1981  | 1 383      |
| 1986  | 1 198      |
| 1991  | 1 108      |
| 1996  | 1 179      |
| 2001  | 1 050      |
| 2006  | 902        |
| 2016  | 791        |